# 自適性串流

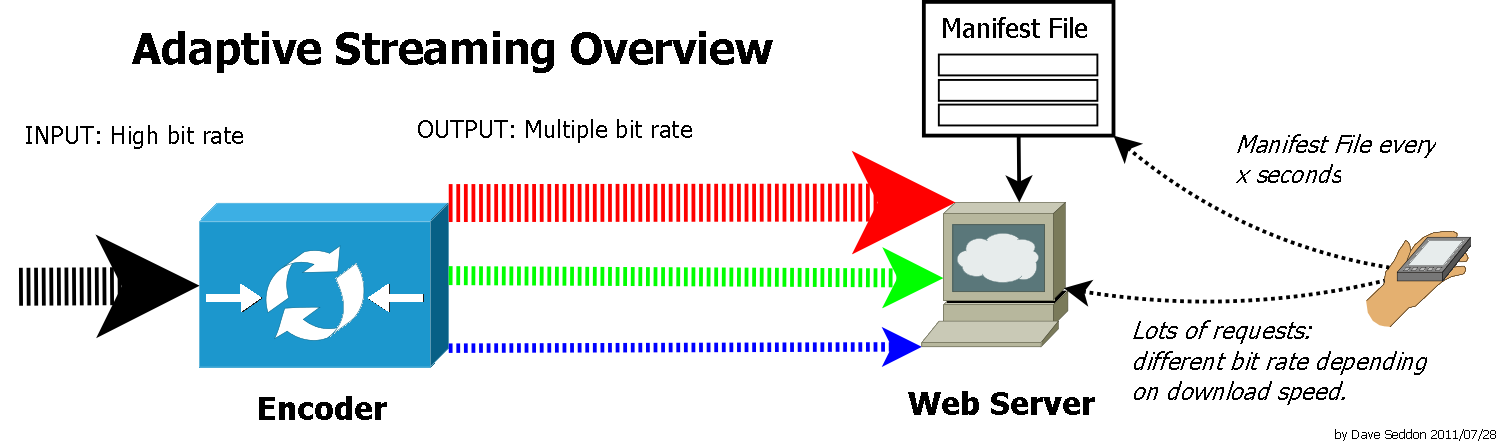
自适应串流概览

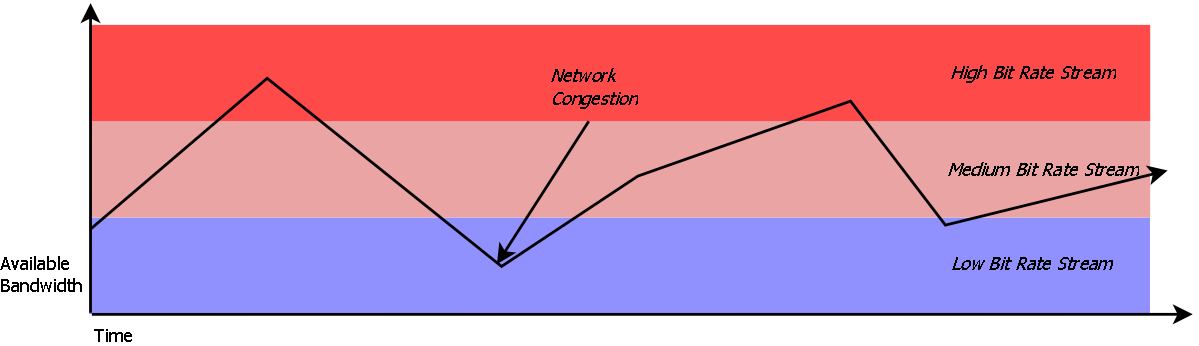
自适应串流工作图

自適性串流（英語：ABS, adaptive bitrate streaming），是一種在電腦網路使用的一種技術串流技術。过去的流媒体技术多使用RTP/RTSP，但现在的技术则大多基于HTTP，并为更高效在大型分布式HTTP网络（例如互联网）分发而设计。
此技术根据实时检测的用户的带宽和CPU使用率，调整视频流的质量。这需要使用一种可以将单一视频源输出为多码率的编码器。播放器客户端依赖可用资源在不同码率的流之间切换。"结果就是：更少缓存、更快的开始播放、为低端和高端链接都提供良好的体验。"
根据当前广泛使用的实现，更具体来说，自适应串流（ABS）：
- 使用HTTP传送视频流
- 使用多码率编码源内容
- 每个单码率的流被切成小的，几秒钟的小切片

流媒体客户端首先获取所有码率的切片索引信息。一开始，客户端先请求最低码率的串流。如果客户端判断下载速度比当前码率的切片串流快，它就去请求下一个更高码率的串流。随着播放的进行，如果客户端发现下载速度比当前码率的切片串流慢，转而请求下一个较低码率的串流。
切片大小和具体实现密切相关，不过一般都在2～10秒之间。每个切片由一个完整的GOP序列组成，一个GOP序列里面有1个或者多个I帧，GOP序列的第一个帧必须是I帧，并且每个切片都能单独的解码播放显示。

## 历史
自适应串流由WG1特别流工作组在2002年10月的DVD论坛创立。这个工作组由东芝和Phoenix Technologies共同担任主席，专家组则由微软、蘋果、DTS Inc.、华纳兄弟、20世纪福克斯、Digital Deluxe、迪斯尼、Adobe和Akamai组成。

## 实现
自适应串流由Move Networks引入，现在的玩家有Adobe、Apple和微软。Move Networks在2010年9月获得了自适应串流的专利。

### MPEG-DASH
MPEG-DASH 是基于HTTP的自适应串流方案中的唯一国际标准。
MPEG-DASH 技术由 MPEG 主导开发：
- 2010年开始DASH相关工作，
- 2011年1月成为国际标准草案，
- 2011年11月成为国际标准[3]，
- 2012年4月，MPEG-DASH 以ISO/IEC 23009-1:2012 （页面存档备份，存于） 发表。

MPEG-DASH 基于3GPP第9版的 Adaptive HTTP streaming（AHS）和 Open IPTV Forum第2版的 HTTP Adaptive Streaming (HAS)。作为与MPEG合作的一部分，3GPP第10版采用了DASH（采用特别的编码和操作模式），用于无线网络。
可用的 MPEG-DASH 实现有：
- bitmovin GmbH 的开源 DASH 客户端库 libdash 和 DASHEncoder （页面存档备份，存于）

### Adobe HTTP Dynamic Streaming (HDS)
Flash Player 和 Flash Media Server 的最新版支持传统的 RTMP 协议和 HTTP 协议。后者和 Apple 和微软基于 HTTP 的方案类似。
基于HTTP的流的优势是：
- 不需要防火墙开普通web浏览器所需端口以外的任何端口
- 允许视频切片在浏览器、网关和 CDN 的缓存，从而显著降低源服务器的负载。

HDS 的文件格式为 FLV/F4V/MP4，索引文件为 f4m，同时支持直播和时移。

### Apple HTTP Live Streaming (HLS)
HTTP Live Streaming 在 iPhone 3.0 及更新版中成为标准功能。
2010年10月，所有自适应串流方案都作为产权提供时，Apple 将HLS提交到 IETF，成为正式的 RFC.
HLS 串流使用扩展名为 .m3u8 的文件作为索引，文件切片格式为TS，支持直播和时移。支持的客户端包括 iPad, iPhone, STB，VLC和其他支持的设备。

### Microsoft Smooth Streaming (MSS)
Smooth Streaming 是IIS的媒体服务扩展，用于支持基于HTTP的自适应串流。
在2010年11月发布的 IIS Media Services 4.0 中，微软引入了一项使 Live Smooth Streaming H.264/AAC 视频动态封装成 Apple HLS 格式的功能，直接提供给 iOS 设备，而不需要再次编码。
MSS 的文件切片格式为 mp4，索引文件为ism/ismc，同时支持直播和时移。

## 外部連結
- The Next Big Thing in Video: Adaptive Bitrate Streaming
- HTTP Adaptive Streaming
- Apk Live China （页面存档备份，存于）
- Apk Live bar bar China （页面存档备份，存于）